# سينوس دي كامبوس
سينوس دي كامبوس (بالإسبانية: Ceinos de Campos)‏ هي بلدية تقع في مقاطعة بلد الوليد، قشتالة وليون، إسبانيا.